# Virgen de la Caridad del Cobre

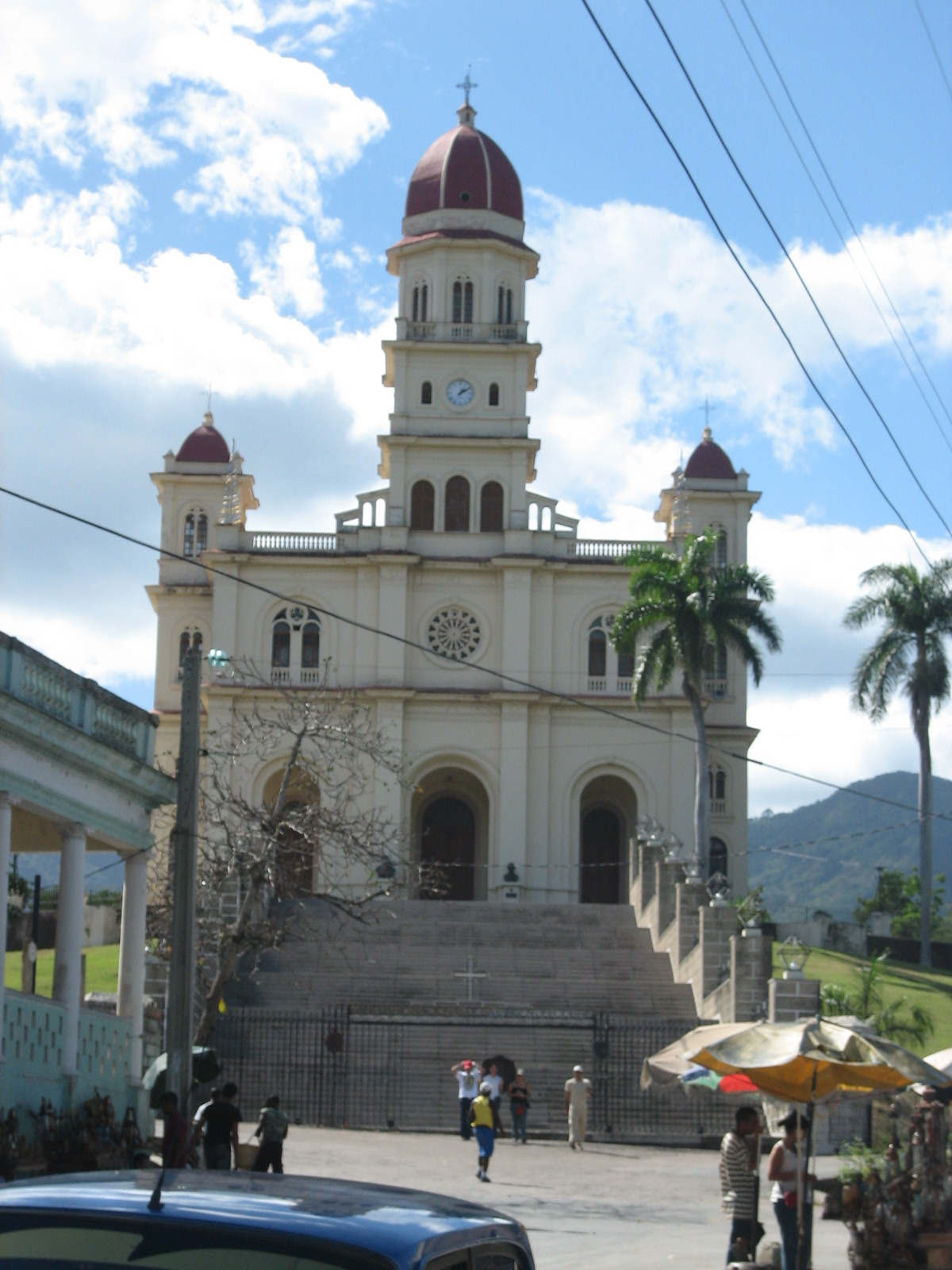
Wallfahrtskirche El Cobre

Die Barmherzige Jungfrau von Cobre (span: Virgen de la Caridad del Cobre) ist eine besonders in Kuba bekannte Verehrungsbezeichnung für Maria, die Mutter Jesu. Dieser Marientitel geht zurück auf eine seit 1612 unter dieser Bezeichnung in El Cobre bei Santiago de Cuba verehrte hölzerne Heiligenfigur, welche wichtigstes Wallfahrtsziel in Kuba ist. Unter dem Titel Barmherzige Jungfrau von Cobre wurde Maria 1916 von Papst Benedikt XV. zur kubanischen Schutzpatronin erklärt, nachdem sie bereits seit Beginn der Aufstandbewegung der Kubaner gegen die spanische Kolonialherrschaft 1868 als Schutzpatronin und Symbol der kubanischen Identität galt, was ihr den Beinamen „La Mambisa“ – Mambí war die Bezeichnung für aufständische Kubaner – eintrug. Das Patronatsfest wird am Fest Mariä Geburt begangen, am 8. September.

## Geschichte

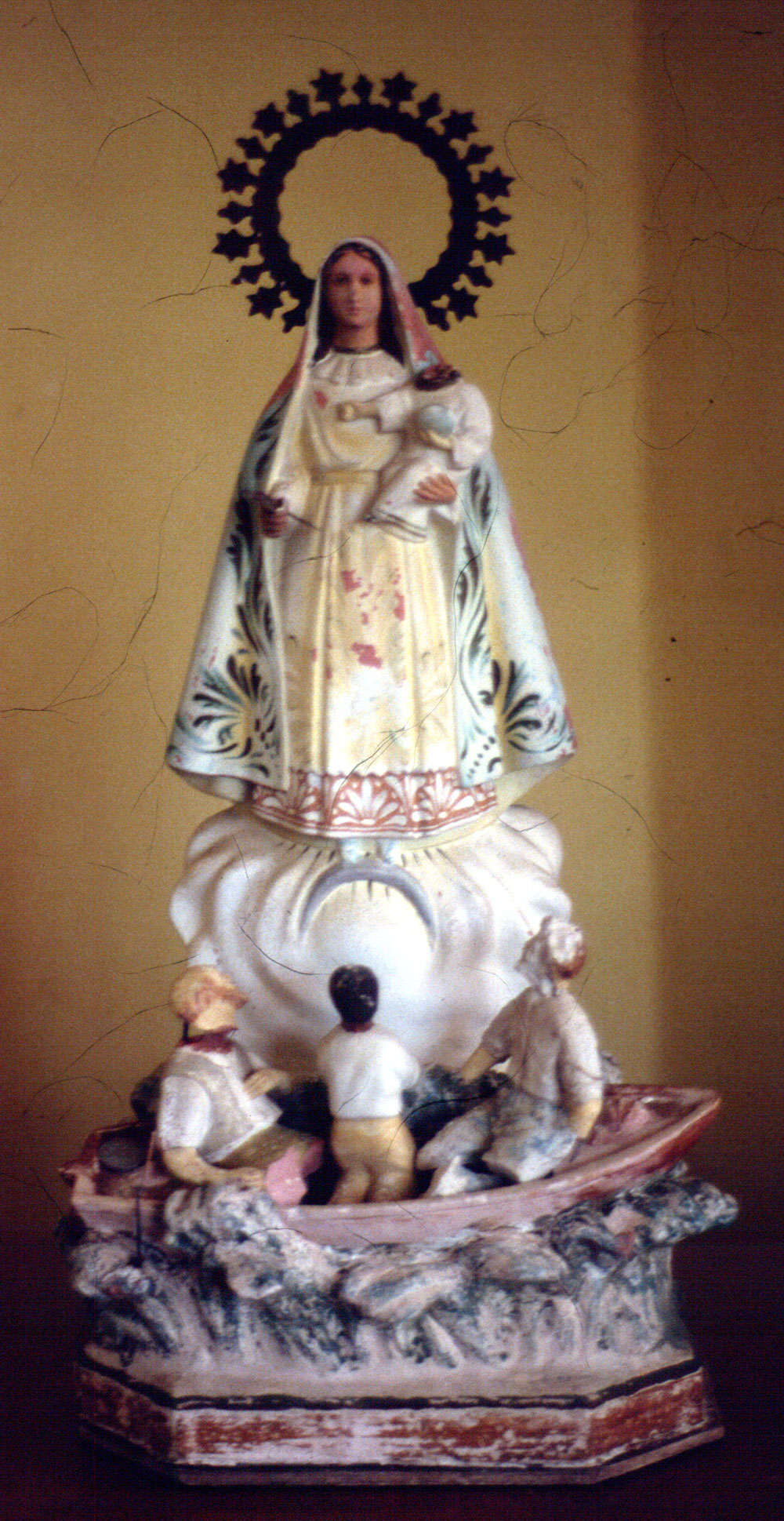
Barmherzige Jungfrau von Cobre (Gipskopie)

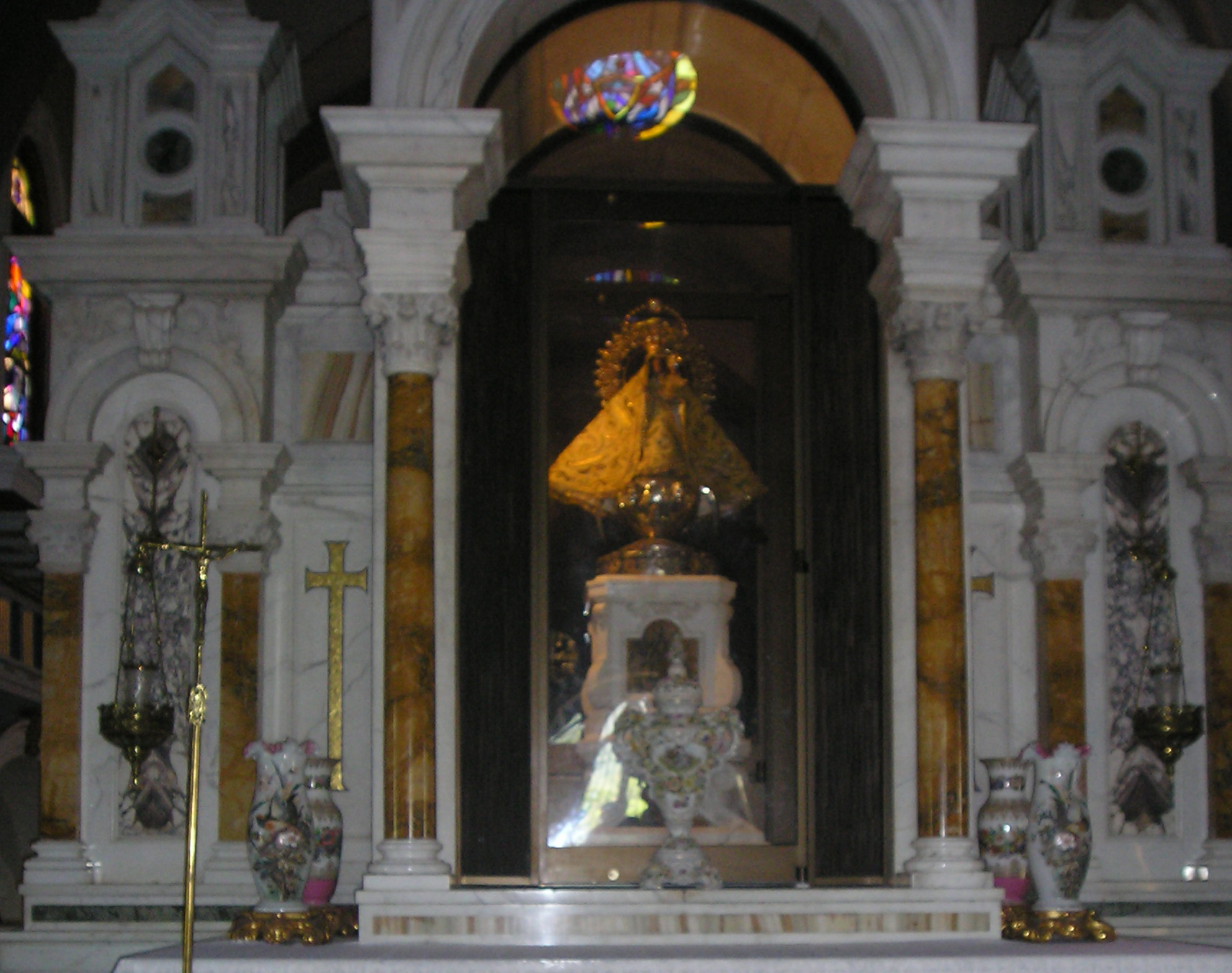
Barmherzige Jungfrau in der Wallfahrtskirche

Der Legende nach wurde die Heiligenfigur im Jahre 1612 von drei Jägern (den Brüdern Juan und Rodrigo de Hoyos, zwei Indios, und Juan Moreno, einem damals zehnjährigen schwarzen Sklaven) in der Bucht von Nipe gefunden. Sie waren vom Rinderzuchtgut in Barajagua im Landesinneren zur Versorgung mit Salz für die Fleischkonservierung aus einer Saline auf der in der Bucht gelegenen Insel Cayo Francés geschickt worden. Später wurde die Figur nach El Cobre gebracht, dem Zentrum des königlichen Kupferbergbaus, dem das Rindergut gehörte.
1686 entstand die Wallfahrtskirche. Am 12. August 1898, dem letzten Tag des Spanisch-Amerikanischen Krieges, fand ein Danksagungsgottesdienst für die Befreiung von der spanischen Kolonialherrschaft statt. 1915 schließlich baten die Veteranen des Befreiungskrieges Papst Benedikt XV. darum, die Barmherzige Jungfrau von El Cobre zur Schutzpatronin von Kuba zu erklären. Papst Johannes Paul II. krönte und segnete sie 1998 bei seinem Besuch in Kuba. Als Symbol der kubanischen Nationalität wird sie mittlerweile auch von vielen Nichtgläubigen respektiert. Am 27. März 2012 verehrte Papst Benedikt XVI. der Jungfrau von El Cobre anlässlich der vierhundertsten Wiederkehr des Jahrestages ihrer Auffindung eine Goldene Rose während seiner Pilgerreise nach Kuba.
Die Wallfahrtskirche mit ihrer reich geschmückten Heiligenfigur befindet sich zwischen Santiago de Cuba und Bayamo im Erzbistum Santiago de Cuba in der Provinz Santiago de Cuba neben einer Kupfermine (span.: cobre = Kupfer). Die Kirche beherbergt eine beeindruckende Sammlung von Votivgaben, die meist, aber nicht ausschließlich, religiösen Hintergrund haben; Die wertvollsten sind jedoch nicht der Öffentlichkeit zugänglich. Dazu zählen u. a. die Nobelpreis-Medaille von Ernest Hemingway sowie eine goldene Partisanenfigur, die Fidel Castros Mutter aus Dankbarkeit, dass ihr Sohn die Revolution unversehrt überstanden hatte, der Jungfrau übergab.
Eine weitere Kirche mit dem Patrozinium ist die Basilika der Barmherzigen Jungfrau von Cobre in Havanna. Die Schutzpatronin wird sowohl von Katholiken wie auch von der synkretistischen Santería-Religion verehrt. In der Santería trägt sie den Namen Ochún und ist die Göttin der Flüsse und der Liebe. Am 8. September, dem Patronatsfest der Katholiken, feiern auch die Anhänger der afrokubanischen Religionen ihre Orisha Ochún.